# Izabela Plantagenet
Izabela Plantagenet zwana również Elżbietą (ur. 1214, zm. 1 grudnia 1241 w Foggii) – księżniczka angielska, królowa sycylijska i cesarzowa niemiecka.
Była druga córką króla Jana bez Ziemi i jego drugiej żony – Izabeli z Angoulême (córki wicehrabiego Aymera Taillefera). Jej starszymi braćmi byli: Henryk III, król Anglii, i Ryszard z Kornwalii, antykról niemiecki. Jej starszą siostrą była Joanna Plantagenet, królowa Szkocji, a młodszą – Eleonora Plantagenet, hrabina Leicester.

## Małżeństwo
W 1235 poślubiła cesarza Fryderyka II (26 grudnia 1194 – 13 grudnia 1250), wdowca po Jolancie Jerozolimskiej, syna cesarza Henryka VI i Konstancji Sycylijskiej, córki króla Sycylii Rogera II. Małżeństwo to zostało Fryderykowi zaproponowane przez papieża Grzegorza IX. Fryderyk dzięki temu małżeństwu chciał doprowadzić do sytuacji, w której Anglia przestałaby popierać jego przeciwników.
Izabela miała wówczas 21 lat i słynęła z urody. Fryderyk jednak, dla którego było to małżeństwo czysto polityczne, trzymał ją w ciągłym zamknięciu w towarzystwie czarnoskórych eunuchów. Izabela mogła zatrzymać tylko dwie angielskie dwórki, pozostałe zostały odesłane z powrotem do Anglii. Kiedy jej brat, Ryszard z Kornwalii, przejeżdżał przez Sycylię wracając z VI krucjaty, musiał błagać Fryderyka, aby pozwolił mu przez chwilę porozmawać z siostrą.

## Potomstwo
Izabela i Fryderyk mieli pięcioro dzieci. Wszyscy ich synowie zmarli w dzieciństwie, przeżyła jedynie córka – Małgorzata Sycylijska. Izabela zmarła w połogu razem ze swoim nowo narodzonym dzieckiem w Foggii w 1241 r.
Jak podaje Thomas Costain, Fryderyk pochował ją obok jednej ze swoich saraceńskich kochanek w katedrze w Andrii.